# Калаус, Лиля

## Биография
Лиля Калаус (Лилия Александровна Алексеева) родилась в 1969 г. в Алма-Ате. Закончила РФМШ, филологический факультет КазГУ. Имеет крымскотатарско-эстонское этническое происхождение. Филолог, писатель, блогер, литературный редактор, сценарист, радиоведущая, преподаватель литературного мастерства. С 2001 по 2014 гг. была главным редактором литературного журнала «Книголюб». Член Союза писателей Казахстана, Член казахского ПЕН-клуба.

## Книги
«Бестиарий» (1999),
«Книга стихов и рисунков» (2002)
«Роман с кровью и другие повести» (2005)
«В поисках Золотой чаши. Приключения Бату и его друзей» (в соавторстве с Зирой Наурзбаевой, 2014)
«Пиньята» (2015)
«Иероглиф жизни» (2019)
«Приключения Бату и его друзей в стране Барсакелмес» (в соавторстве с Зирой Наурзбаевой, 2019)

## Публикации
Журнал «Простор»
Журнал «Нива»
Журнал «Аполлинарий»
Альманах «Литературная Алма-Ата»
Журнал «Дружба народов»
- №4 за 2010 "Темные паруса" Повесть в 9 картинах
- №2 за 2014 "Цокольный этаж" Повесть

Журнал «Новая Юность»
- №5 за 2012 "Дача" Рассказ
- №2 за 2013 "Нюра" Рассказ
- №1 за 2011 Из «Рассказов про Свету и ее глупых родителей»

Журнал «Крещатик»
- №3 за 2013 "Иероглиф жизни" Рассказ

Журнал «Лампа и дымоход»
Журнал «Восток свыше»
Журнал «Новый журнал»
- №283 за 2016 "Горгона" Повесть

Статьи, эссе, стихи, рисунки печатались в журналах Казахстана, Узбекистана, России, США, Германии, Финляндии.

## Сценарист
Для телеканалов «Білім және Мәдениет» (цикл передач «История одного шедевра», ток-шоу «Золотая середина», интеллектуальная викторина «Байтерек»)
Для телеканалов «Хабар» (ток-шоу «Золотая середина»), «Астана» (циклы передач «Тенгемания», «Школа финансов»)

## Колумнист
Авторские колонки в журналах и интернет-изданиях:
«Эсквайр-Казахстан»
«Аргументы и факты-Казахстан»
«Экспресс-К»
«Тенгри»
«Сноб»
«Comode.kz»
«Ойла».

## Радиоведущая
Авторская программа «Классикомания» на Радио классика-Казахстан (2014-2016 гг.).

## Премии
Международный литературный конкурс «Рух» -1 место в номинации "Детская проза" (2017)
Лауреат I и III премий литературного конкурса «Сорос-Казахстан-Дебют» (1996)
Лауреат Третьего Открытого книжного форума и литературного фестиваля стран Центральной Азии (2014)